# Fort Good Hope
Fort Good Hope, Bezirk Sahtu, Nordwest-Territorien, Kanada, ist eine von 516 Menschen (Stand 2016) bewohnte Siedlung.

## Lage
Ford Good Hope liegt am 1903 km langen Mackenziefluss, der sich, vom Großen Sklavensee kommend, in das Arktische Eismeer ergießt. Der schwer erreichbare Ort verfügt über einen Landeplatz und wird regelmäßig von den Fluglinien Canadian North und Buffalo Airways angeflogen.

## Sonstiges
- Kurz vor Weihnachten 2009 brannte der Dorfladen "Northern store" ab.[3]

## Einwohnerentwicklung
| Jahr | Einwohnerzahl | Veränderung in % |
| ---- | ------------- | ---------------- |
| 1996 | 699           | –                |
| 1997 | 687           | −1,7 %           |
| 1998 | 674           | −1,9 %           |
| 1999 | 642           | −4,7 %           |
| 2000 | 607           | −5,5 %           |
| 2001 | 586           | −3,5 %           |
| 2002 | 596           | 1,7 %            |
| 2003 | 566           | −5,0 %           |
| 2004 | 553           | −2,3 %           |
| 2005 | 558           | 0,9 %            |
| 2006 | 576           | 3,2 %            |
| 2007 | 575           | −0,2 %           |
| 2008 | 564           | −1,9 %           |
| 2009 | 567           | 0,5 %            |

## Persönlichkeiten
- Fred Kelly (* 1952), Skilangläufer